# 사이토 고스케
사이토 코스케(일본어: 斎藤 広祐, さいとう こうすけ, 1983년 12월 17일 출생)는 게임음악 작곡가이다. 비마니 시리즈는 물론이고 타 게임에도 악곡을 제공하고 있다. 주로 쓰는 닉네임은 kors k이지만 이외에도 teranoid, StripE, Eagle 등의 명의가 있다. 도쿄 출신이다.
Ryu☆와 마찬가지로 IIDX 3rd Style 때, 코나미에서 개최한 악곡 공모전에서 'Clione'이란 곡으로 비마니에서의 활동을 시작했으나 9th까지 악곡제공을 하지 않았다. 9th에 수록된 TaQ의 'traces'의 리믹스 버전 이후로 비마니 시리즈에 악곡제공을 계속 하게 된다. 또한 DJ로서의 활동이나 타 아티스트의 작품으로 참가하거나 S2TB라는 레이블을 세워 앨범발매 등으로 활동하고 있다. 주로 작곡하는 음악의 장르는 하드코어나 트랜스.
또, kors k곡이라는 선입관을 버리고 들어줬으면 하는 뜻에서 IIDX RED부터 teranoid 명의로 악곡을 제공하고 있었지만 L.E.D.의 앨범 『電人K』발매 당시 대담에서 공식적으로 teranoid가 kors k 본인인 것으로 밝혔다.(덧 붙여 teranoid는 DJ 그룹이라는 설도 있어, 그 중의 일원일 가능성도 없지 않다) 그 후에도 자신의 블로그에서 StripE나 Eagle이라는 명의도 쓰고 있다는 걸을 밝힌다. 가정용 EMPRESS의 코나미 스타일 전매 특별판에 부속된 앨범에서 "귀찮다"는 이유로 앞으로 kors k 명의로만 활동한다고 하였다.
악곡 제공 뿐만 아니라, 클럽 이벤트에서 DJ 활동이나, 타 아티스트의 작품에 참가(teranoid&MCnatsack의 앨범 등), 거기에 S2TB라는 레이블의 첫 앨범을 발매하기도 했다. 그 외에 비마니 시리즈 곡 제공 외에 성우의 악곡, 리믹스 활동도 하고 있다.
2010년 3월 24일, 코나미 스타일에서 kors k의 명의로 첫 앨범인 〈Ways For Liberation〉이 발매되었다.

## 같이 보기
- 비트매니아 IIDX
- BEMANI